# Ignacówka (województwo mazowieckie)
Ignacówka – wieś w Polsce, w województwie mazowieckim, w powiecie sochaczewskim, w gminie Sochaczew.
Do 2023 miejscowość była częścią wsi Czyste.
W latach 1975–1998 Ignacówka położona była w województwie skierniewickim.
W bezpośrednim sąsiedztwie Ignacówki znajduje się byłe lotnisko wojskowe będące własnością skarbu państwa. Ignacówka to jedna z opcji (obok Modlina i Radomia na lokalizację drugiego lotniska dla Warszawy. Za wyborem Lotnisko w Sochaczewie przemawia dobre kolejowe połączenie nie tylko z Warszawą ale również z Łodzią.